# Машек, Карел Витезслав
Ка́рел Ви́тезслав Ма́шек (чеш. Karel Vítězslav Mašek; 1 сентября 1865[…], Точна, Земли Чешской короны — 24 июля 1927[…], Бубенеч, Прага) — чешский художник, архитектор, иллюстратор и педагог. Представитель символизма и модерна.

## Жизнь и творчество
Художественное образование получил в пражской Академии изящных искусств. Затем, в 1884 году поступает в Художественную академию Мюнхена. Продолжил в 1887 году изучение живописи в Париже — совместно с Альфонсом Мухой и Франтишеком Дворжаком в Академии Жюлиана. В парижской академии посещал классы Гюстава Буланже и Жюля Лефевра. Познакомившись с Сёра и его творчеством, перенимает у него основы пуантилизма. В 1888 году художник возвращается в Прагу. В 1891 году участвует в юбилейной выставке в Праге, с 1894 год регулярно выставляет свои работы в Мюнхене и Дрездене. С 1898 года Машек — профессор в пражской Художественной школе прикладного искусства (Академия искусств, архитектуры и дизайна). Среди учеников Машека следует назвать художника и иллюстратора Йозефа Чапека и архитектора Богумила Вайганта.
Кроме собственно живописи оставил видный след в городской архитектуре Праги. Занимался также иллюстрированием художественной литературы (произведения Сватоплука Чеха) и настенной церковной живописью (фрески работы Машека в церкви св. Лоренца в городе Високе-Мито). Полотна Карела Машека хранятся в таких ведущих собраниях Европы, как Национальная галерея в Праге, парижский музей Орсе и др.

## Галерея

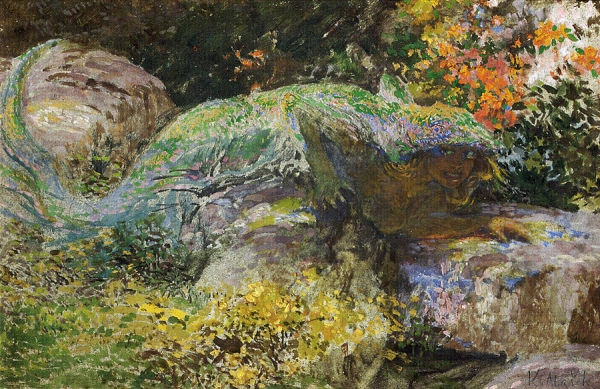
Ящерка
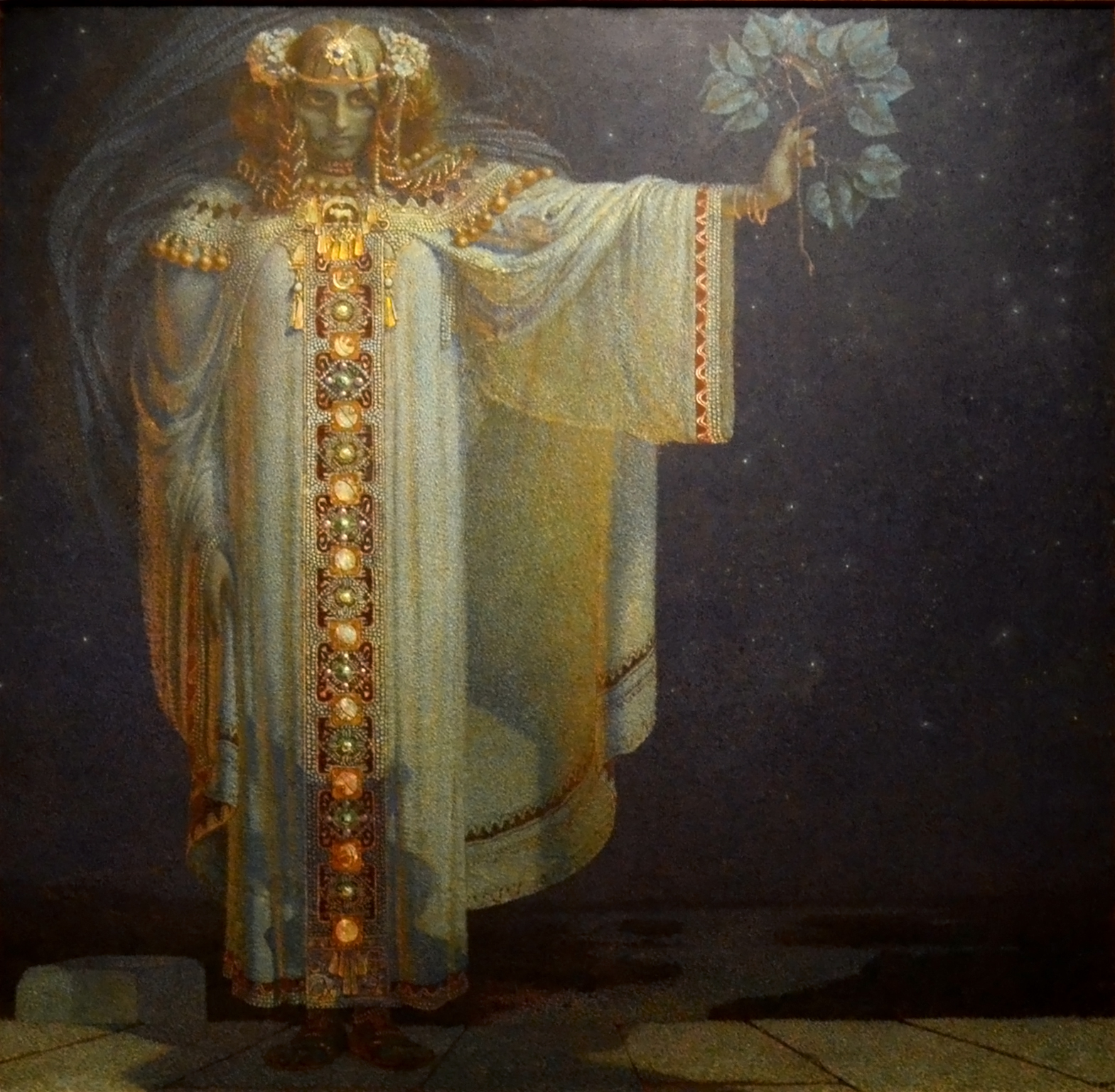
Либуше, 1893
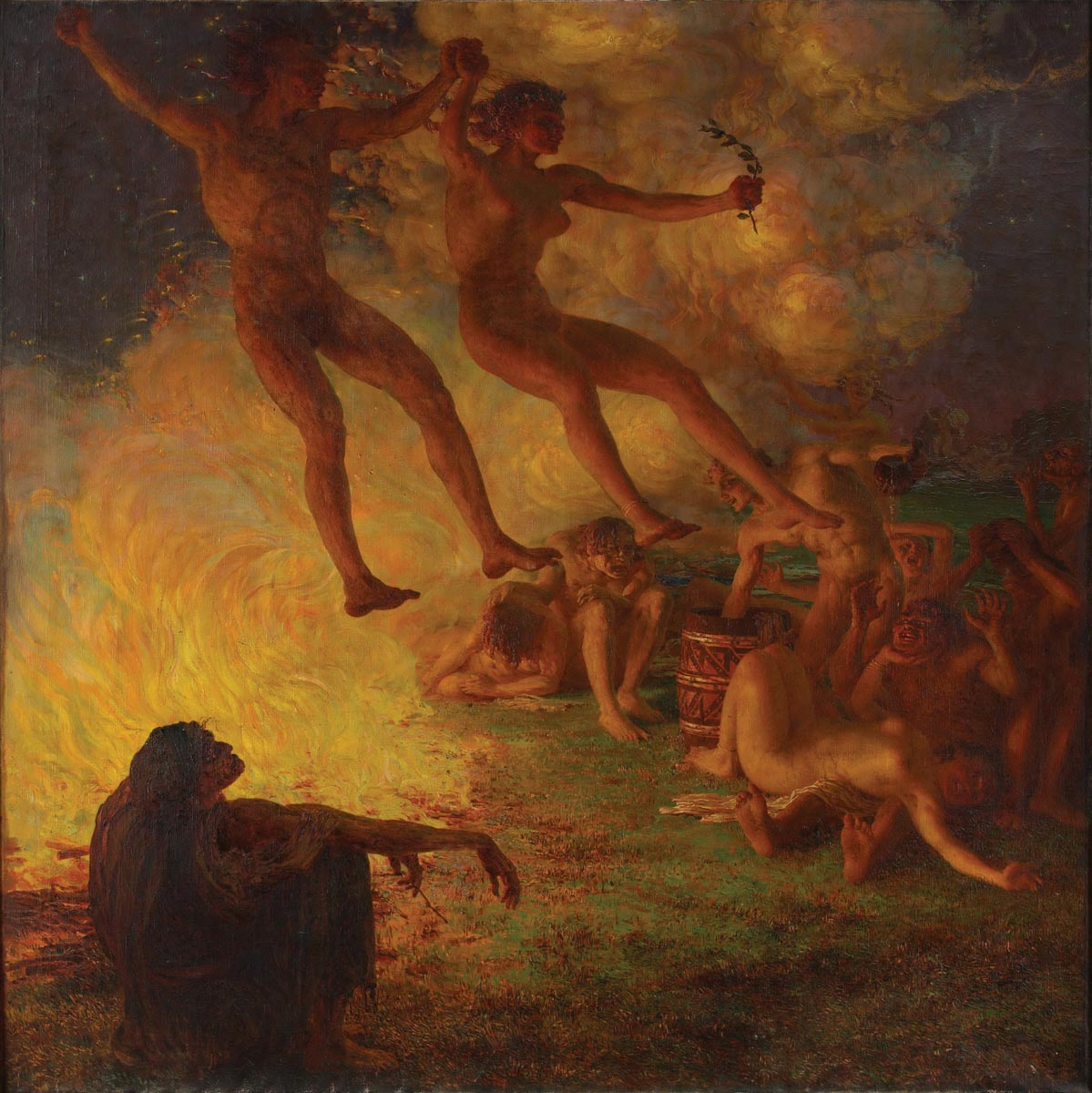
Купала, 1914
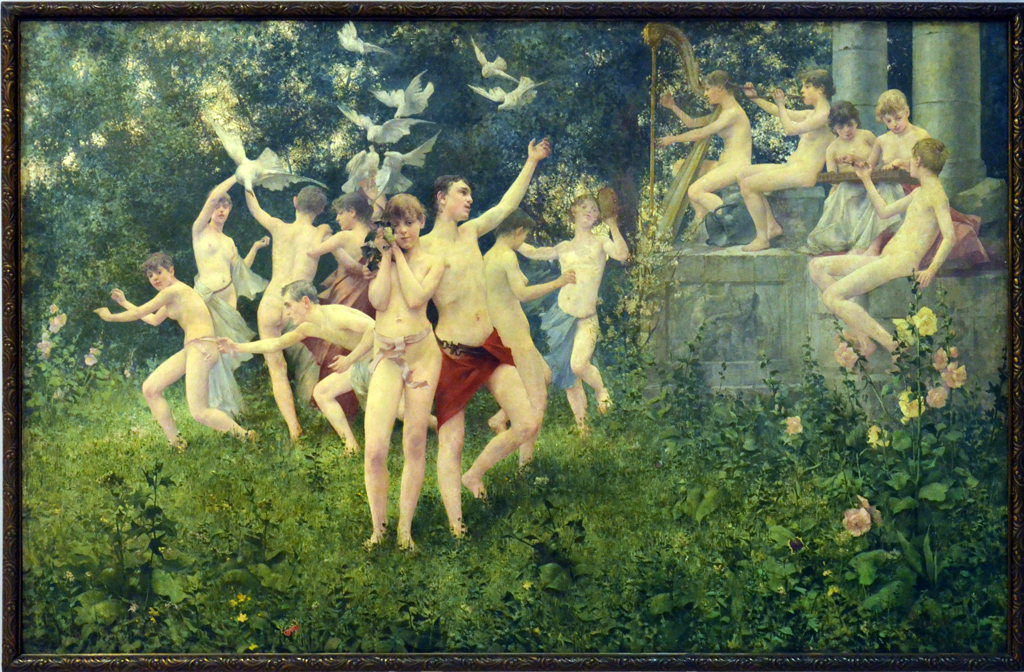
Праздник весны, 1889
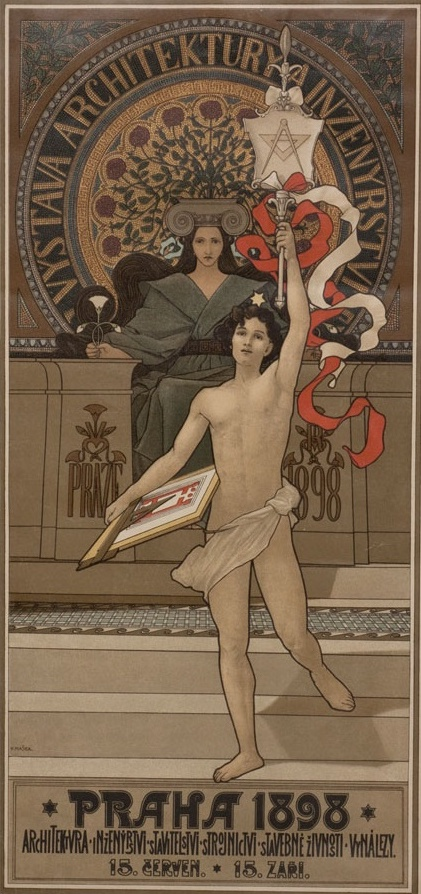
Плакат работы Машека к пражской выставке 1898 года.